# Sistem chimic
Un sistem chimic este un sistem format din corpuri, considerate din punctul de vedere al proprietăților lor chimice.
Sistemele chimice pot fi:
- omogene, dacă sunt constituite din corpuri care toate au aceeași stare de agregare, de exemplu corpuri numai gazoase, numai lichide miscibile sau numai soluții solide;
- neomogene, dacă sistemul este constituit din corpuri în diverse stări de agregare, sau în aceeași stare de agregare, dar nemiscibile.